# Michiel van Themseke
Michiel Van Themseke (Brugge, ca. 1425 - 5 oktober 1504) was een edelman en bestuurder in Brugge.

## Levensloop
De familie Van Themseke was een rijk geworden geslacht van beenhouwers, van wie sommigen het beroepsleven hadden verlaten en tot het patriciaat of zelfs de adel opklommen, ook al bleven ze nog vaak tot het bestuur van het vleesambacht behoren.

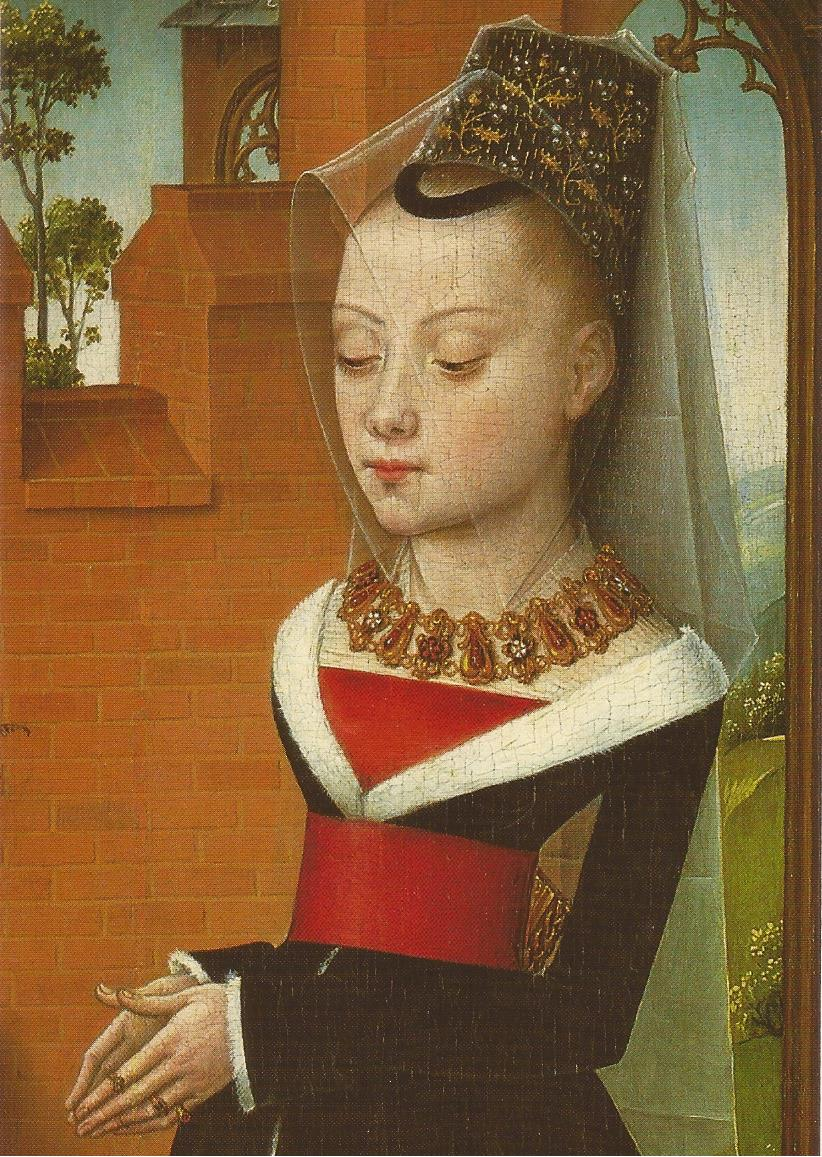
Maria Hosee

Michiel was een zoon van schepen Christoffel van Themseke (†1478) en van Agnès De Vos. Hij trouwde met Adrienne van Nieuwenhove de zus van Jan van Nieuwenhove en hertrouwde met Maria Hoose, de weduwe van Jan de Witte en de moeder van bisschop Johannes De Witte. Michiel had twee zussen die religieuze werden: Anna werd kartuizerin en Margaretha trad in bij de rijke klaren en werd er abdis. Via zijn eerste vrouw was hij ook de schoonbroer van Pieter Lanchals.
Hij trad toe tot functies in het stadsbestuur, weliswaar niet zo vaak, omdat aan verschillende familieleden tijdens dezelfde periode functies toegewezen werden en er onverenigbaarheden bestonden. Hij was raadslid in 1469, 1471, 1476, 1480 en ook nog in 1498 en 1503 (hoewel dit mogelijks een naamgenoot in een volgende generatie kan geweest zijn). Hij was 'gecommitteerde thesaurier' in 1487 en 1492 en burgemeester van de raadsleden in 1493. Tot schepen verkozen op 2 september 1482, nam hij drie weken later ontslag met als reden dat hij, als gevolg van het overlijden van zijn vrouw, priester wilde worden. Hij volhardde nochtans niet in dit voornemen en even later hertrouwde hij.
In de roerige periode na de dood van Maria van Bourgondië en de strijd tegen Maximiliaan van Oostenrijk (1482-1492) had hij het moeilijk. Zijn twee schoonbroers Pieter Lanchals en Jan van Nieuwenhove werden gehalsrecht. Hij ontvluchtte de stad op de meest hevige momenten. Zo weet men met zekerheid dat hij in 1490 vluchtte, om terug te keren eenmaal de rust was hersteld.
Hij werd in 1482 lid van de Broederschap van Onze-Lieve-Vrouwe van den drogen boom. In 1480 was hij lid geworden van de Edele Confrérie van het Heilig Bloed, waarvan hij in 1495 de proost was. Hij werd begraven in de kerk van de Arme Klaren.

## Bron
- Stadsarchief Brugge, Lijst van de Wetsvernieuwingen van 1358 tot 1794.